# Рейхенбахский водопад (Шерлок)
«Рейхенба́хский водопа́д» (англ. The Reichenbach Fall) — третий и заключительный эпизод второго сезона телесериала BBC Television «Шерлок». Сценарий написан Стивеном Томпсоном; главные роли исполнили Бенедикт Камбербэтч (Шерлок Холмс), Мартин Фримен (Джон Ватсон) и Эндрю Скотт (Джим Мориарти). Сюжет эпизода вращается вокруг попытки Мориарти публично дискредитировать Холмса и довести его до суицида. Эпизод был впервые показан на BBC One 15 января 2012 года. Он привлёк 9,78 миллионов телезрителей; отзывы критиков были положительными. После выхода эпизода в эфир было много онлайн и медиа спекуляций о смерти Шерлока.
Основанный на рассказе «Последнее дело Холмса» сэра Артура Конан Дойла, эпизод сосредоточен на плане Мориарти по уничтожению Шерлока Холмса, однако также прослеживается много схожих деталей с фильмом «Женщина в зелёном». Название отсылает к Рейхенбахскому водопаду, где Холмс и Мориарти предположительно падают в пропасть. Некоторые сцены, действие которых происходит в Тауэре, были сняты в замке Кардифф. Среди других мест съёмок числятся Ньюпортское кладбище, Тредегар-хаус, Сити-холл Кардиффа, а также другие локации в Кардифе, включая Бродвей и Кардиф-бэй.

## Сюжет
Джон Ватсон посещает своего психотерапевта впервые за 18 месяцев. Пытаясь объяснить причину своего визита, он может только сказать «Мой друг Шерлок Холмс мёртв». Затем действие эпизода переносится на три месяца назад. Шерлок получает признание и подарки от людей, чьи дела он раскрыл. Всё это происходит под прицелом журналистов, в особенности в случае с возвращением картины Уильяма Тёрнера «Рейхенбахский водопад».
Тем временем Мориарти ломает бокс с Королевским драгоценностями в Тауэре, а также одновременно взламывает Банк Англии и открывает камеры в тюрьме Пентонвиль с помощью мобильного телефона. Перед тем, как разбить защищающее украшения стекло, он пишет на нём «Приведите Шерлока», что можно видеть на камерах наблюдения. Затем он позволяет полиции арестовать себя, встретив полицейских на королевском троне.
Шерлока вызывают давать показания по делу Мориарти. Он объясняет, что тот является криминальным гением. Мориарти скрытно угрожает присяжным, те его оправдывают, и его выпускают. Мориарти приходит к Шерлоку на Бейкер-стрит и говорит ему «Я тебе должен». Тем временем Майкрофт вызывает Джона на встречу, где рассказывает ему, что несколько профессиональных киллеров поселились на Бейкер-стрит, и просит присмотреть за Шерлоком.
Шерлок и Джон расследуют дело о похищенных детях Руфуса Брюля, посла Великобритании в США. Оказывается, что это является частью плана Мориарти по дискредитации Шерлока. Он так запугал девочку, что та закричала при виде Шерлока; это заставило сержанта Донован подозревать самого Шерлока. Лестрейд вынужден арестовать Шерлока, однако ему удаётся сбежать, взяв Джона в «заложники». Они понимают, что Мориарти убедил криминальное сообщество, что он передал Шерлоку компьютерный код, который способен обойти любую охранную систему в мире.
Шерлок и Джон вламываются в дом журналистки Китти Райли, которая опубликовала разоблачение Шерлока. Там они обнаруживают Мориарти, который создал фальшивую личность — актёра Ричарда Брука (или Рича Брука — reicher Bach по-немецки), которого Шерлок якобы нанял на роль криминального гения. Теперь, когда репутация Шерлока находится на грани разрушения, Шерлок начинает свою последнюю игру. После ухода Джона он связывается с патологоанатомом Госпиталя Святого Варфоломея Молли Хупер и говорит, что она для него многое значит и он ей верит, хотя сама Молли думает по-другому. Он показывает Молли свою незащищённость, признавая, что он не в порядке и что он скоро умрёт. Он просит её о помощи. Джон идёт в клуб «Диоген» спросить Майкрофта, откуда Мориарти узнал о Шерлоке столь личную информацию; оказывается, что Майкрофт сообщал эту информацию Мориарти во время допросов. Тем временем Шерлок понимает, что код зашифрован в постукивании пальцев Мориарти во время его визита на Бейкер-стрит.

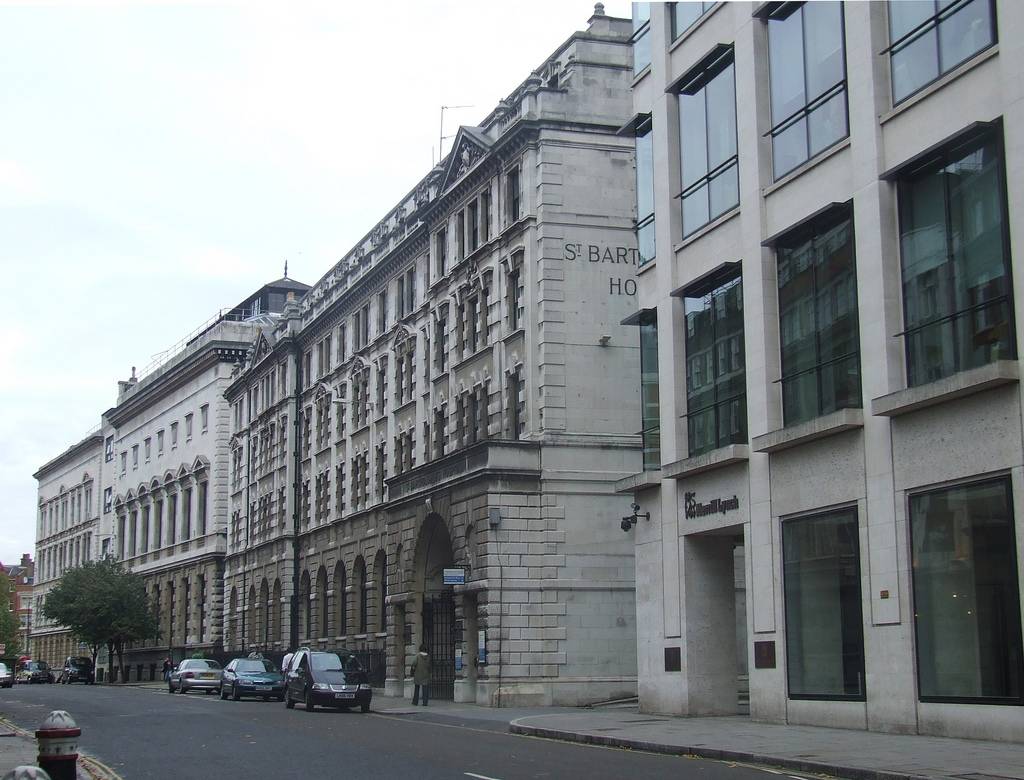
Госпиталь Святого Варфоломея

Джон находит Шерлока в Госпитале Святого Варфоломея, однако вскоре уходит, так как ему сообщают, что в миссис Хадсон стреляли. Шерлок отправляет Мориарти сообщение с приглашением решить их последнюю проблему на крыше госпиталя. Он заявляет, что сможет уничтожить личность Ричарда Брука с помощью кода, однако Мориарти открывает, что никакого кода не существует — у него просто были сообщники. Теперь по его плану Шерлок должен совершить самоубийство, чтобы киллеры не убили Джона, миссис Хадсон и Лестрейда. Шерлок понимает, что есть другой способ остановить убийц; после признания, что Шерлок и Мориарти похожи, Мориарти говорит «Пока я жив, ты можешь спасти своих друзей», а затем совершает самоубийство, выстрелив себе в голову. Код оказывается фальшивкой, и Шерлок не может стереть личность Ричарда Брука и вернуть Мориарти, тем самым обелив своё имя.
Единственный оставшийся способ для Шерлока спасти своих друзей — совершить самоубийство. Джон, обнаружив, что с миссис Хадсон всё нормально и это был отвлекающий манёвр, мчится назад в госпиталь. Шерлок звонит Джону, говоря, что он действительно фальшивка и что его звонок — это предсмертная записка. Шерлок спрыгивает с крыши госпиталя Святого Варфоломея, и Джон в ужасе смотрит на его тело на мостовой. Джона сбивает велосипедист, а когда он приходит в себя, то видит, как тело Шерлока увозят сотрудники госпиталя.
В конце эпизода продолжается сцена с Джоном у психоаналитика, где он не может начать говорить. Майкрофт читает газету The Sun, где на титульном листе напечатано «самоубийство лже-гения». Позже Джон посещает могилу Шерлока с миссис Хадсон. Там он ещё раз говорит про свою веру в Шерлока Холмса и просит его не быть мёртвым. Как только он уходит, Шерлок смотрит ему вслед, прежде чем тоже уйти.

## Источники

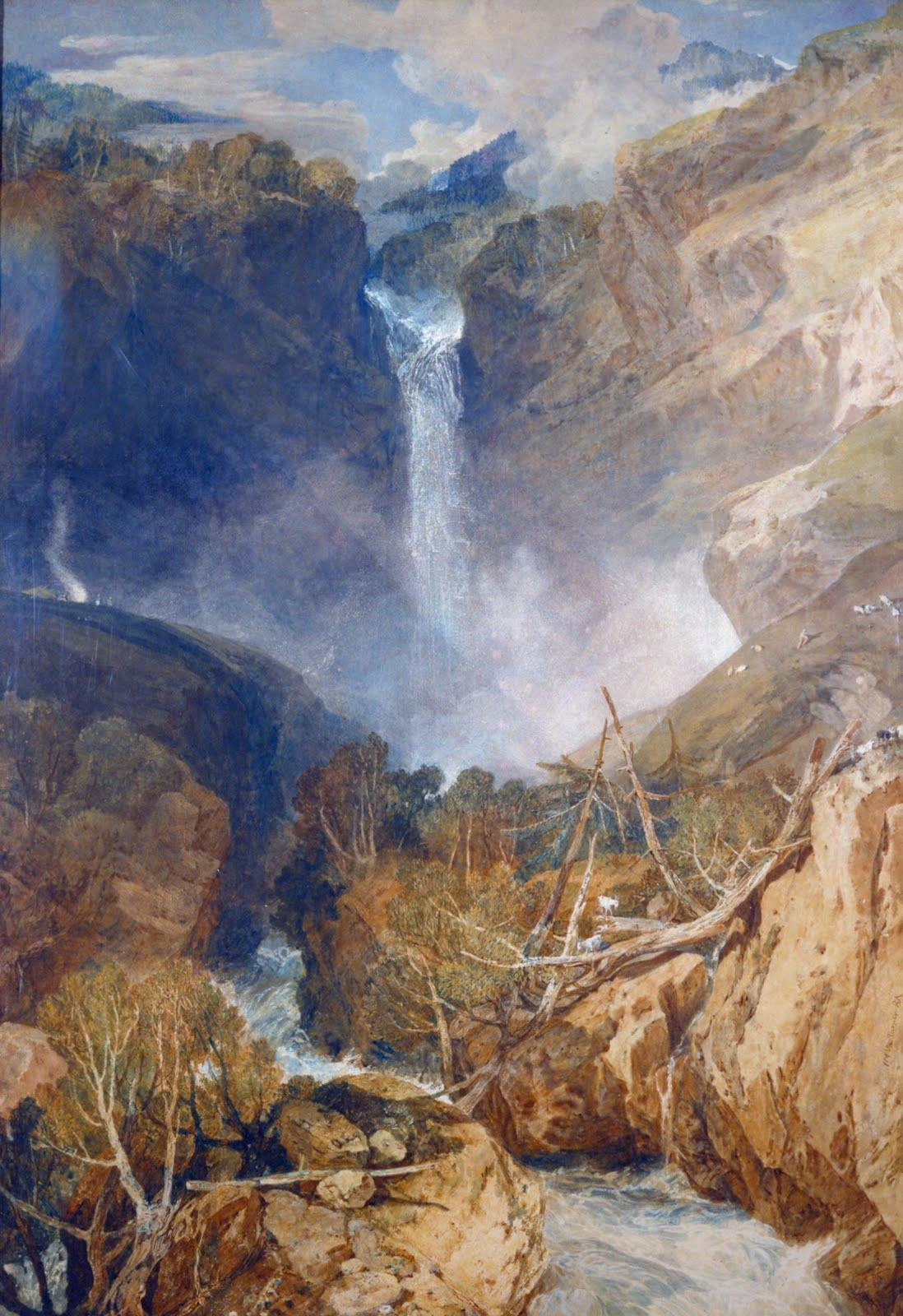
Картина Тёрнера «Рейхенбахский водопад» (1804), которую Холмс возвращает в начале эпизода. Оригинал находится в Картинной галерее и музее Хиггинса.

## Показ и критика
По данным BARB за ночь эпизод посмотрело 7,9 миллиона человек с долей просмотра в 30%, что немного ниже рейтинга первого (8,8 млн.) и второго (8,2 млн.) эпизодов сезона. Финальные показатели увеличились до 9,78 миллионов зрителей. Эпизод стал самой популярной программой 2012 года на онлайн-сервисе BBC iPlayer (на май количество запросов превысило 1,9 миллионов).
Учитывая успех первого сезона, в России второй сезон «Шерлока» был показан на день позже эфира в Великобритании по Первому каналу. «Рейхенбахский водопад» транслировался 16 января 2012 года в 22:05 по московскому времени.
Как и на предыдущие два эпизода сезона, отзывы на «Рейхенбахский водопад» были положительными. Сэм Уолластон из The Guardian отметил сценарий Стивена Томпсона, в особенности то, как он «следовал рассказу сэра Артура Конан Дойла „Последнее дело Холмса“. Даже современные технологии и взлом компьютеров… не выглядят мошенничеством; это больше похоже на открытые отношения, на которые согласны обе стороны». Уолластон отметил, что эпизод сосредоточен на отношениях, в отличие от жутковатого предыдущего эпизода («Собаки Баскервиля»); также он назвал актёрскую игру Камбербэтча и Фримена «намного более волнующей».
Сара Кромптон в статье для The Daily Telegraph сказала, что Камбэрбетч был «на пике своего успеха». В целом хваля сериал, Кромптон отмечает, что «сценарист Стивен Томпсон слишком многословен, хотя некоторые слова прекрасны». Комментируя клиффхэнгер, Том Сатклифф из The Independent сказал, что «Моффат и его коллеги обрекли себя на ад во время предстоящего написания сценария к следующему сезону. Если они не объяснят, начнётся бунт». Крис Тилли на сайте IGN дал эпизоду рейтинг 10/10, назвав «Великолепным завершением гениального сериала BBC, который наполнен остроумными диалогами, дерзкими сюжетными ходами, шикарной режиссёрской работой и превосходной актёрской игрой».
Британский совет по классификации фильмов дал эпизоду рейтинг «Для лиц от 12 лет» из-за «умеренного насилия и крови». Эпизод был выпущен на DVD и Blu-ray в Великобритании 23 января 2012 года.

### Предположения и реакция на клиффхэнгер
Клиффхэнгер в этом эпизоде повлёк за собой обсуждение его разрешения на форумах, в социальных сетях и газетах. Среди теорий присутствовали: использование маски, мяч для сквоша, грузовик, тело Мориарти, манекен в шляпе Шерлока в начале эпизода, психотропное вещество из «Собак Баскервиля», участие сети бездомных Шерлока и труп, предоставленный Молли. Тем не менее, в интервью The Guardian Моффат утверждает, что «есть зацепка, которую все пропустили… столько людей онлайн строят теории о смерти Шерлока, но её пропустили!» Моффат отметил, что одной из подсказок было то, что «Шерлок сделал нечто из ряда вон выходящее для самого себя, однако этого не заметили».
Вскоре после показа эпизода в интернете появились мемы о том, как обычные люди во вселенной „Шерлока“ воспримут новость о том, что их герой оказался фальшивкой. Фраза из мема «Я верю в Шерлока Холмса» была использована в эпизоде «Пустой катафалк». Существует предположение, что движение #BelieveInSherlock было начато BBC в качестве рекламного трюка.
Часть объяснения была снята вместе с остальными сценами эпизода, однако некоторые гипотетические версии (включая Деррена Брауна и воздушную подушку) были сняты для «Пустого катафалка».

### Комментарии
1. ↑  Более корректный вариант перевода названия — «Падение Рейхенбаха»: fall можно перевести как «падение», «падать», «потерять положение в обществе» и «погибать» («водопад» — falls или waterfall). После прославившего Шерлока дела о картине, его называют «рейхенбахским героем» (фактически это Reichenbach в названии), однако вскоре сыщик теряет репутацию, падает с крыши здания и якобы погибает. Так как fall в английском многозначное слово, в названии присутствует игра слов, отражающая события серии.